# Cisterna lui Mocius
Cisterna lui Mocius (sau a lui Mociu, în greacă κινστέρνη τοῦ Μωκίου, transliterat: Kinsternē tou Mōkiou, în turcă Altımermer Çukurbostanı, Grădina scufundată din Altımermer) a fost cea mai mare cisternă deschisă din Constantinopol.

## Localizare
Cisterna este localizată în cartierul Fatih al Istanbulului, fostul Constantinopol, sectorul Altımermer, mahalaua Seyyid Ömer, nord-est de Geamia Seyyid Ömer, între străzile Ziya Gökalp (la nord) și Cevdet Pașa (la sud).